# Medrese Muhammad Amin Khan

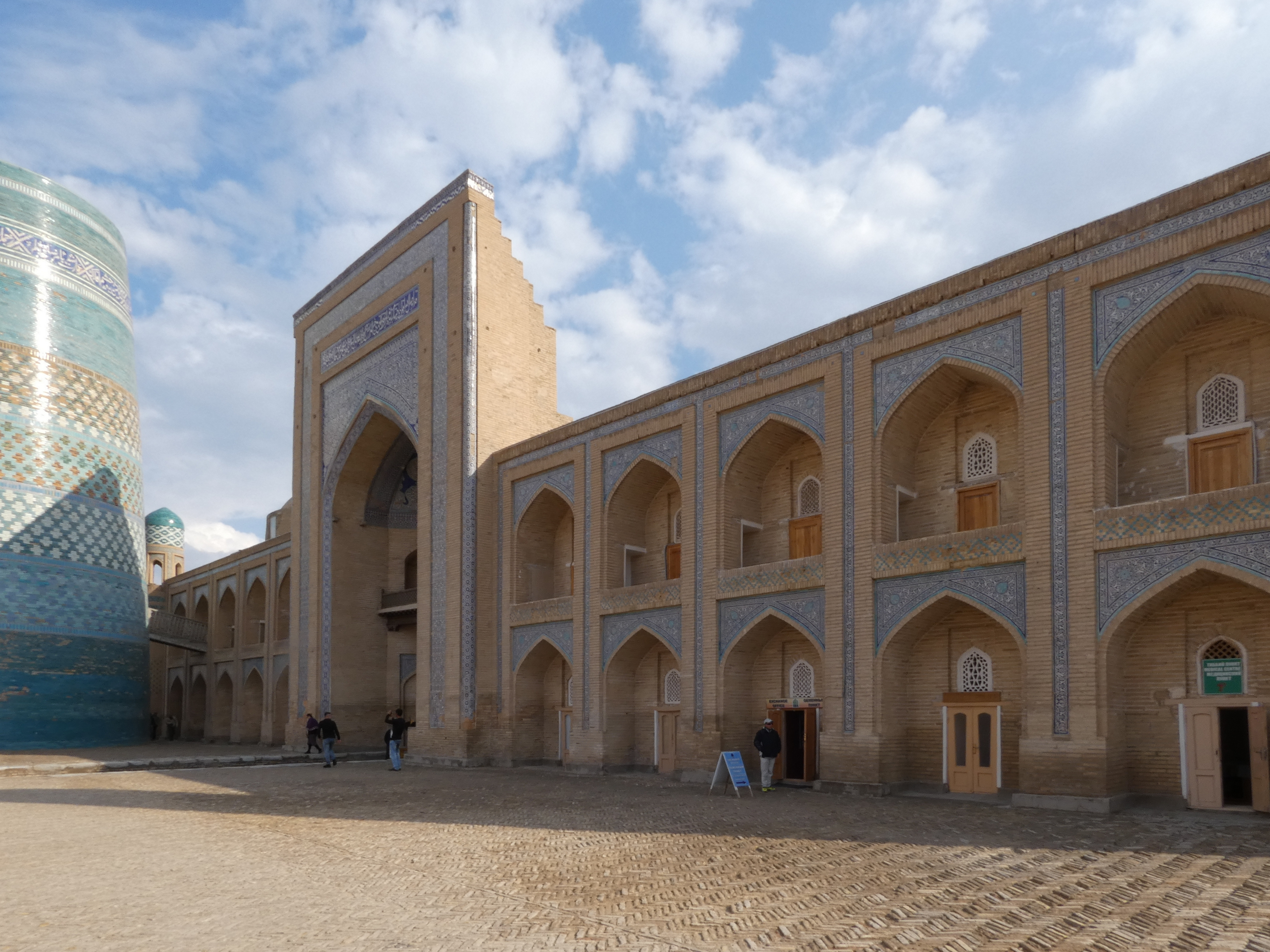
Vorderseite der Medrese Muhammad Amin Khan, links Kalta Minor

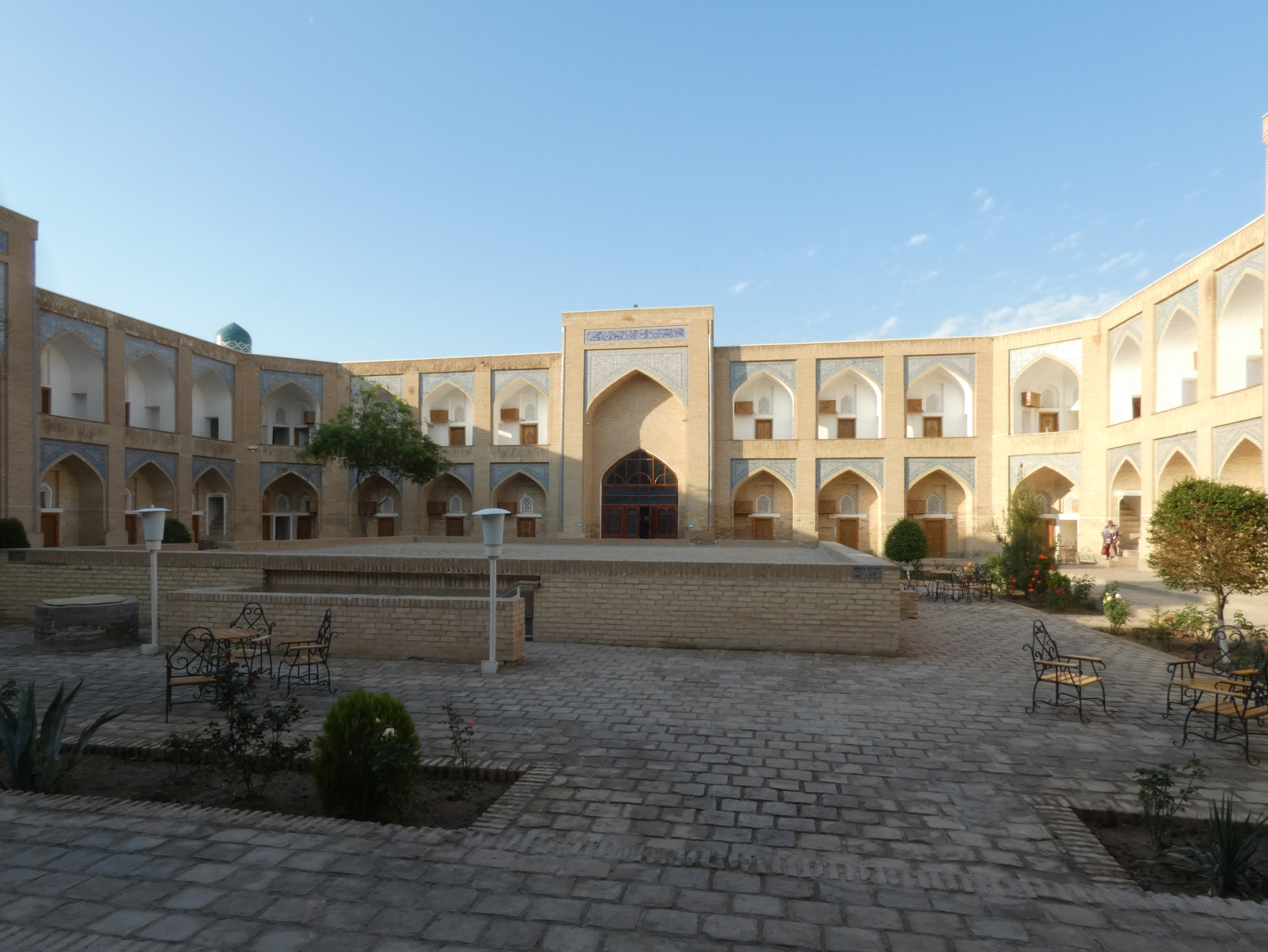
Blick in den Hof

Die Medrese Muhammad Amin Khan ist eine Medrese in Ichan Qalʼа, der historischen Altstadt Chiwas. Sie ist Teil des UNESCO-Welterbes. Unmittelbar vor dieser steht das unvollendete und auffällige Minarett Kalta Minor. In der Medrese ist das Orient Star Khiva Hotel beheimatet.

## Bauwerk
Die Medrese Muhammad Amin Khan liegt unmittelbar südlich der Zitadelle der Stadt Konya Ark. Sie wurde nach dem Khan von Chiwa Muhammad Amin (Regierungszeit 1845 bis 1855) benannt, der dieses Denkmal seiner selbst errichten ließ. Von ihm stammt auch Kalta Minor, das Minarett. Es galt als gewisse Pflicht eines Chiwaer Khans, eine Medrese zu bauen.
Der Grundriss des Baus beträgt 72 Meter mal 60 Meter. Die zweistöckige Medrese verfügt über 125 Chudschras für 260 Schüler. Die Medrese mit dem mit Fliesen aus auffälligen Majoliken verzierten Portalen ist mit fünf Kuppeln gekrönt und von Türmen flankiert. Die Chudras in der oberen Etage verfügen jeweils über eine Loggia mit Spitzbogen. Auf dem Eingangsportal befindet sich die Inschrift: „Dieser schöne Bau wird ewig zur Freude der Nachkommenden stehen“. Die Medrese ist mit einer kleinen hölzernen Brücke mit Kalta Minor verbunden.
Das Weltkulturerbe wird als Hotel genutzt. Die Chudschras der Schüler wurden zu Hotelzimmern für die Gäste ausgebaut.